# Reign of Fire
Reign of Fire – dziewiąty album studyjny Capletona, jamajskiego wykonawcy muzyki reggae i dancehall.
Płyta została wydana 26 października 2004 roku przez nowojorską wytwórnię VP Records. Produkcją nagrań zajęli się Chris Chin oraz Joel Chin.
20 listopada 2004 roku album osiągnął 12. miejsce w cotygodniowym zestawieniu najlepszych albumów reggae magazynu Billboard (ogółem był notowany na liście przez 3 tygodnie).

## Lista utworów
1. "Jah Is My Everything"
2. "That Day Will Come"
3. "Wise Up People"
4. "Or Wah"
5. "Real Hot"
6. "Ton Load"
7. "Steppin' Up"
8. "Never Share (Burn Dem)"
9. "Undeniable"
10. "Sunshine Girl" feat. Stephen Marley
11. "In Her Heart"
12. "Who Yuh Callin' Nigga"
13. "Open Your Eyes"
14. "Leaders Let the People Down"
15. "All My Life"
16. "Standing Ovation"
17. "Remember the Days"
18. "Fire Haffi Burn"
19. "Jah By My Side"
20. "Number One Song"

## Twórcy

### Muzycy
- Capleton – wokal
- Stephen Marley – wokal (gościnnie)
- Matthew Bebe – gitara
- Dalton Brownie – gitara
- Bernard Raymond – gitara
- Ian "Beezy" Coleman – gitara
- Mitchum "Khan" Chin – gitara
- Winston "Bo-Peep" Bowen – gitara
- Louis "Farma Roots" Christie – gitara, gitara basowa
- Daniel "Axeman" Thompson – gitara, gitara basowa, instrumenty klawiszowe
- Nick Fantastic – gitara, perkusja
- Donald "Bassie" Dennis – gitara basowa
- Andrew Campbell – gitara basowa
- Benjamin Myers – gitara basowa
- Paul Barclay – gitara basowa
- Sly Dunbar – perkusja
- Kirk Bennett – perkusja
- Khabir "Kabs" Bonner – perkusja
- Deleon "Jubba" White – perkusja
- Stephen "Gibbo" Gibbs – perkusja
- Anthony "Bass" Hibbert – perkusja
- Wilburn "Squidley" Cole – perkusja
- Uziah "Sticky" Thompson – perkusja
- Leroy "Horsemouth" Wallace – perkusja
- Carlton "Renegade X" Williams – perkusja
- Herman "Bongo Herman" Davis – perkusja
- Melbourne "George Dusty" Miller – perkusja
- Paul "Wrong Move" Crossdale – instrumenty klawiszowe
- Paul "Computer Paul" Henton – instrumenty klawiszowe
- Steven Stewart – instrumenty klawiszowe
- Phillip James – instrumenty klawiszowe
- Lloyd Denton – instrumenty klawiszowe
- Dean Fraser – saksofon
- Belinda Brady – chórki
- Nick Burt – chórki

### Personel
- Dayton Foster – inżynier dźwięku
- Fabian Francis – inżynier dźwięku
- Stuart Sheldon – inżynier dźwięku
- Dwayne Chinque – inżynier dźwięku
- Sean Wedderburn – inżynier dźwięku
- Stephen "Gibbo" Gibbs – inżynier dźwięku
- Lynford "Fatta" Marshall – inżynier dźwięku
- Bobby "Digital" Dickson – inżynier dźwięku, miks
- Arthur Simms – inżynier dźwięku, miks
- Anthony "Soljie" Hamilton – miks
- Orville "Rory" Baker – miks
- Collin "Bulby" York – miks
- Errol Thompson – miks
- Joel Chin – mastering
- Paul Shields – mastering
- Kerry DeBruce – projekt okładki
- William Richards – zdjęcia